# 格勒内勒
格勒内勒（法語：Grenelle，法語發音：[ɡʁənɛl] ⓘ；又称格勒纳勒）是法国原塞纳省的一个旧市镇，是今巴黎同名街区格勒纳勒的前身。格勒内勒原属于市镇沃日拉尔，后于1830年脱离，成为了一个独立的市镇。1859年，《巴黎边界扩大法令》颁布，格勒内勒与市镇贝尔维尔、拉维莱特和沃日拉尔整体并入巴黎，次年生效。

## 地理
格勒内勒（48°50'43.79"N, 2°17'30.22"E）位于今法国法蘭西島大區巴黎市第十五区，原属于塞纳省。
与格勒内勒接壤的市镇（或旧市镇、城区）包括：原巴黎第十区、欧特伊、巴黎、伊西萊穆利諾。
格勒内勒的时区为UTC+01:00、UTC+02:00（夏令时）。

格勒内勒在原塞纳省的位置

## 人口
格勒内勒于1856年时的人口数量为14863人。